# Inácio de Antioquia
Inácio de Antioquia (em grego clássico: Ἰγνάτιος Ἀντιοχείας; romaniz.: Ignátios Antiokheías; em siríaco: ܐܺܝܓܢܰܐܛܺܝܳܘܣ ܕܰܐܢܛܺܝܳܘܟܝܳܐ; romaniz.: Ignaṭios də(ʔ)Anṭioḵīyo), também chamado O Teóforo (em grego clássico: ὁ Θεοφόρος; romaniz.: ho Theophóros; "o Portador de Deus") e em fontes siríacas ortodoxas apelidado de Nurono (em siríaco: ܢܽܘܪܳܢܳܐ; "o iluminador"), foi, segundo o historiador Eusébio de Cesareia, o terceiro bispo da Igreja de Antioquia, entre 68 e 100 ou 107. Inácio foi um dos pais apostólicos, os mais antigos pais da Igreja, que viveram no primeiro século e conheceram os apóstolos, desempenhando um papel crucial na história do cristianismo e na tradição eclesiástica. Antes de sofrer o martírio em Roma, escreveu uma série de cartas destinadas às igrejas locais da Grécia e da Ásia, nas quais critica os movimentos heterodoxos que se espalhavam nas igrejas, ressaltando a unidade e universalidade dos cristãos ortodoxos, esta sintetizada por ele nos termos "Igreja Católica" e "Cristianismo", sendo Inácio o primeiro a usar ambas as expressões.

## Biografia
Nada se sabe sobre a vida de Inácio além das palavras de suas cartas e tradições posteriores. Diz-se que Inácio se converteu ao cristianismo ainda jovem. A tradição o identifica como discípulo do apóstolo João. Mais tarde, Inácio foi escolhido para servir como bispo de Antioquia; o historiador da Igreja do século IV, Eusébio, escreve que Inácio sucedeu Evódio. Teodoreto de Ciro afirmou que o próprio Pedro deixou instruções para que Inácio fosse nomeado para esta sé episcopal. Existe uma tradição de que ele foi uma das crianças que Jesus Cristo tomou em seus braços e abençoou.
Foi preso por ordem do imperador Trajano (r. 98–117) e condenado ad bestias no Coliseu em Roma. As autoridades romanas esperavam fazer dele um exemplo e, assim, desencorajar o cristianismo, porém sua viagem a Roma ofereceu-lhe a oportunidade de conhecer e ensinar os conceitos cristãos, e no seu percurso, Inácio escreveu seis cartas para as igrejas da região e uma para um colega bispo, Policarpo. As cartas sobreviveram e são um testemunho único da vida da igreja no início do século II. As primeiras quatro cartas foram escritas de Esmirna a três comunidades da Ásia Menor, Éfeso, Magnésia e Trales, agradecendo-lhes pelas numerosas demonstrações de afeto testemunhadas nas suas angústias; com a quarta carta pedia aos romanos que não evitassem o seu martírio, entendido como um desejo de reconstituir a vida e a paixão de Jesus. Ao falar sobre sua execução, Inácio disse a famosa expressão: "Trigo de Cristo, moído nos dentes das feras". E na iminência do martírio prometeu aos cristãos que mesmo depois da morte continuaria a orar por eles junto de Deus:
| “ | Meu espírito se sacrifica por vós, não somente agora, mas também quando eu chegar a Deus. Eu ainda estou exposto ao perigo, mas o Pai é fiel, em Jesus Cristo, para atender minha oração e a vossa. Que sejais encontrados nele sem reprovação | ” |

Em suas cartas, Inácio se descreve usando o termo grego “katakritos” (condenado à morte), o que não esclarece as circunstâncias de sua prisão. Em outros lugares ele afirma usar correntes “por causa do Nome” ( Ad Ef. 1, 2), referindo-se a Jesus Cristo. No final do  século XIX, Joseph Barber Lightfoot pensava que Inácio tinha sido preso no decurso de uma perseguição contra os cristãos. No entanto, o facto de não serem encontradas referências a este assunto na correspondência de Inácio e de a sua principal preocupação parecer ser a organização das igrejas para as quais escreve também levou à postulação de que Inácio poderia ter sido preso devido a um confronto que durou lugar dentro da comunidade antioquena entre dois grupos ou facções cristãs que representam diferentes ordens eclesiais: os chamados “ministeriais” e os “carismáticos”.

## Veneração
O dia da festa de Inácio foi celebrado em sua própria Antioquia em 17 de outubro, dia em que ele é agora celebrado na Igreja Romana e em geral no cristianismo ocidental, embora do século XII até 1969 tenha sido colocado em 1º de fevereiro no Calendário Romano Geral.
Na Igreja Ortodoxa Bizantina é comemorado em 20 de dezembro. O Sinaxário da Igreja Ortodoxa Copta de Alexandria o coloca no dia 24 do mês copta de Koiak (que também é o 24º dia do quarto mês de Tahisas no Sinaxário da Igreja Ortodoxa Etíope Tewahedo), correspondendo em três anos de cada quatro a 20 de dezembro no calendário juliano, que atualmente cai em 2 de janeiro do calendário gregoriano.
Inácio é homenageado na Igreja Luterana, na Igreja da Inglaterra e na Igreja Episcopal em 17 de outubro.

## Cartas
Santo Inácio escreveu sete cartas, as chamadas Epístolas de Inácio,  preservadas no Codex Hierosolymitanus: 
- Epístola a Policarpo de Esmirna
- Epístola aos Efésios
- Epístola aos Esmirniotas
- Epístola aos Filadélfos

- Epístola aos Magnésios
- Epístola aos Romanos
- Epístola aos Trálios

### Epístolas de Pseudo-Inácio
Epístolas que foram atribuídas à Inácio, mas de origem espúria, incluem:
- Epístola aos Tarsos
- Epístola aos Antióquios
- Epístola a Hero, um diácono de Antioquia
- Epístola aos Filipenses
- Epístola de Maria, a prosélita, para Inácio

- Epístola para Maria de Neápolis (em Zarbo)
- Primeira Epístola para São João
- Segunda Epístola para São João
- A Epístola de Inácio para Virgem Maria

## Teologia

### Cristologia
Sabe-se que Inácio ensinou a divindade de Cristo:
"Há um só Médico que é tanto carne quanto espírito; tanto feito quanto não feito; Deus existindo em carne; verdadeira vida na morte; tanto de Maria quanto de Deus; primeiro passível e depois impassível, Jesus Cristo, nosso Senhor."

— Carta aos Efésios, cap. 7
A mesma seção no texto da Longa Recensão diz o seguinte:
"Mas nosso Médico é o único verdadeiro Deus, o não gerado e inacessível, o Senhor de todos, o Pai e Gerador do Filho unigênito. Temos também como Médico o Senhor nosso Deus, Jesus, o Cristo, o Filho unigênito e Verbo, antes do início dos tempos, mas que depois também se tornou homem, de Maria, a virgem. Pois 'o Verbo se fez carne'. Sendo incorpóreo, Ele estava no corpo; sendo impassível, Ele estava em um corpo passível; sendo imortal, Ele estava em um corpo mortal; sendo vida, Ele se tornou sujeito à corrupção, para que pudesse libertar nossas almas da morte e da corrupção, curá-las e restaurá-las à saúde, quando estavam enfermas pela impiedade e pelos desejos perversos."

— Carta aos Efésios, cap. 7, versão longa.
Ele enfatizou o valor da Eucaristia, chamando-a de "medicina da imortalidade" (Inácio aos Efésios 20:2). Considerava a perseguição e o sofrimento como conferindo graça e ansiava ardentemente pelo próprio martírio.

Inácio é considerado o primeiro escritor cristão conhecido a argumentar em favor da substituição do sábado pelo domingo:
"Não vos deixai seduzir por doutrinas estranhas nem por fábulas antiquadas, que são inúteis. Pois se até o dia de hoje vivemos à maneira do judaísmo, confessamos que não recebemos a graça. ... Se, então, aqueles que andaram nas práticas antigas alcançaram a novidade da esperança, não mais observando os sábados, mas moldando suas vidas após o Dia do Senhor, no qual também nossa vida ressuscitou por meio Dele ... como poderemos viver afastados Dele?"

— Inácio aos Magnésios 8:1, 9:1–2
"Se, portanto, aqueles que foram educados na antiga ordem das coisas chegaram à posse de uma nova esperança, não mais observando o sábado, mas vivendo na observância do Dia do Senhor, no qual também nossa vida surgiu novamente por Ele e por Sua morte — a quem alguns negam, pelo qual mistério obtivemos fé, e, portanto, suportamos para que sejamos encontrados discípulos de Jesus Cristo, nosso único Mestre — como poderemos viver afastados Dele, cujos discípulos os próprios profetas, no Espírito, esperaram por Ele como seu Mestre? E, portanto, Aquele por quem eles esperaram justamente, vindo, ressuscitou-os dos mortos."

— Carta aos Magnésios 9
Essa passagem provocou debate textual, pois o único manuscrito grego existente lê Κατα κυριακήν ζωήν ζωντες, que poderia ser traduzido como "vivendo de acordo com a vida do Senhor". A maioria dos estudiosos, no entanto, seguiu o texto latino (secundum dominicam), omitindo ζωήν e traduzindo como "vivendo de acordo com o Dia do Senhor".
Eclesiologia

Inácio é o escritor cristão mais antigo conhecido a enfatizar a lealdade a um único bispo em cada cidade (ou diocese), assistido por presbíteros (anciãos) e diáconos. Escritos anteriores mencionam apenas bispos ou presbíteros. Por exemplo, seus escritos sobre bispos, presbíteros e diáconos:
"Cuidai de fazer todas as coisas em harmonia com Deus, com o bispo presidindo no lugar de Deus, e com os presbíteros no lugar do conselho dos apóstolos, e com os diáconos, que me são caríssimos, encarregados do serviço de Jesus Cristo, que estava com o Pai desde o princípio e por fim se manifestou."

— Carta aos Magnésios 2, 6:1.
Ele também é responsável pelo primeiro uso conhecido da palavra grega katholikos (καθολικός), ou católico, que significa "universal", "completo", "geral" e/ou "integral" para descrever a Igreja, escrevendo:
"Onde quer que o bispo apareça, lá estejam as pessoas; assim como onde quer que Jesus Cristo esteja, lá está a Igreja Católica. Não é lícito batizar ou dar comunhão sem o consentimento do bispo. Por outro lado, tudo o que tem sua aprovação é agradável a Deus. Assim, tudo o que for feito será seguro e válido."

— Carta aos Esmirniotas 8
O bispo anglicano e teólogo Joseph Lightfoot afirma que a palavra "católico" (καθόλου) significava "universal" para Inácio, conforme o termo era comumente usado à época por escritores clássicos e eclesiásticos. Usos posteriores de "Igreja Católica" denotam uma igreja particular com crenças ortodoxas advinda dos apóstolos, em oposição a corpos eclesiásticos heréticos ou heterodoxos. Inácio de Antioquia também é atribuído como um dos primeiros a utilizar o termo "cristianismo" (em grego: Χριστιανισμός) por volta do ano 100 d.C.